# 169 (liczba)
169 (sto sześćdziesiąt dziewięć) – liczba naturalna następująca po 168 i poprzedzająca 170.

## W matematyce
- 169 jest liczbą potężną[1]
- 169 jest liczbą Markowa[2]
- 169 jest liczbą szczęśliwą[3]
- 169 jest liczbą deficytową[4]
- 169 jest liczba kwadratową (132)[5]
- 169 może być przedstawiona jako suma n kwadratów dla 1 ≤ n ≤ 155
- 169 = 132 a 961 = 312
- 169 jest sumą siedmiu kolejnych liczb pierwszych (13 + 17 + 19 + 23 + 29 + 31 + 37)
- 169 jest najmniejszym kwadratem będącym różnicą dwóch sześcianów (83 – 73)
- 169 jest palindromem liczbowym, czyli może być czytana w obu kierunkach, w pozycyjnym systemie liczbowym o bazie 12 (121)
- 169 należy do czterech trójek pitagorejskich (65, 156, 169), (119, 120, 169), (169, 1092, 1105), (169, 14280, 14281).

## W nauce
- liczba atomowa unhexennium (niezsyntetyzowany pierwiastek chemiczny)
- galaktyka NGC 139
- planetoida (169) Zelia
- kometa krótkookresowa 169P/NEAT

## W kalendarzu
169. dniem w roku jest 18 czerwca (w latach przestępnych jest to 17 czerwca). Zobacz też co wydarzyło się w roku 169, oraz w roku 169 p.n.e.